# Fダクト

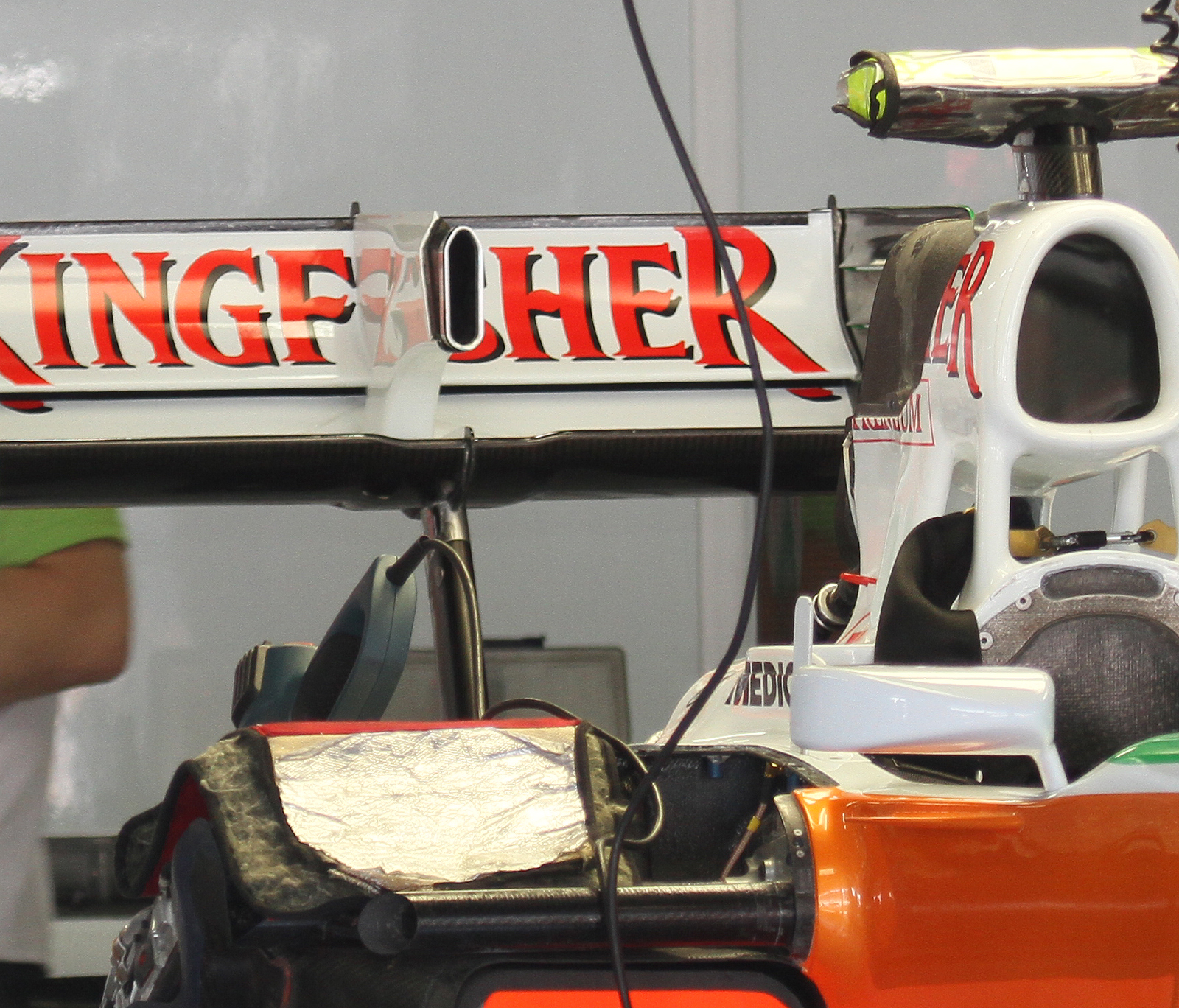
エンジンカウルを外した状態のフォース・インディア VJM03。リアウィング中央の穴へ気流を送り込み、背面のスリットから放出してリアウィングを失速させる。

Fダクト (F-Duct)とは、フォーミュラ1カーの空力制御装置の一つで、境界層制御により意図的に境界層剥離を発生させることにより、リアウィングを失速させてダウンフォースを減らし、最高速度を上昇させる機能をもつ。2010年のF1世界選手権においてマクラーレンが先鞭を付け、他チームのマシンにも普及した。
2011年より使用が禁止されたが、2012年には新たにメルセデスがフロントウィングに作用するタイプ（ダブルDRS）を開発した。

## 概要
Fダクトが採用されていた2010年頃のF1マシンはエンジン開発が凍結されていた為、最高速度に明確な差が表れにくかった。しかし、マクラーレン・MP4-25は同じメルセデスエンジン搭載車を含めても、他のマシンより最高速度が速く、直線区間でのポジション争いで優位に立っていた。その秘密兵器として注目されたのが、Fダクトと呼ばれる空力制御装置だった。
開発元のマクラーレンは構造や機能を明らかにしていないが、F1各関係者の発言から、Fダクトにより直線区間で意図的に境界層剥離を生じさせてリアウイングを失速させ、ダウンフォースを減らして最高速を高める装置と考えられている。システムが機能すると、直線区間で9.7km/hほどアドバンテージを得られるといわれる。
Fダクトという名称の由来については諸説ある。

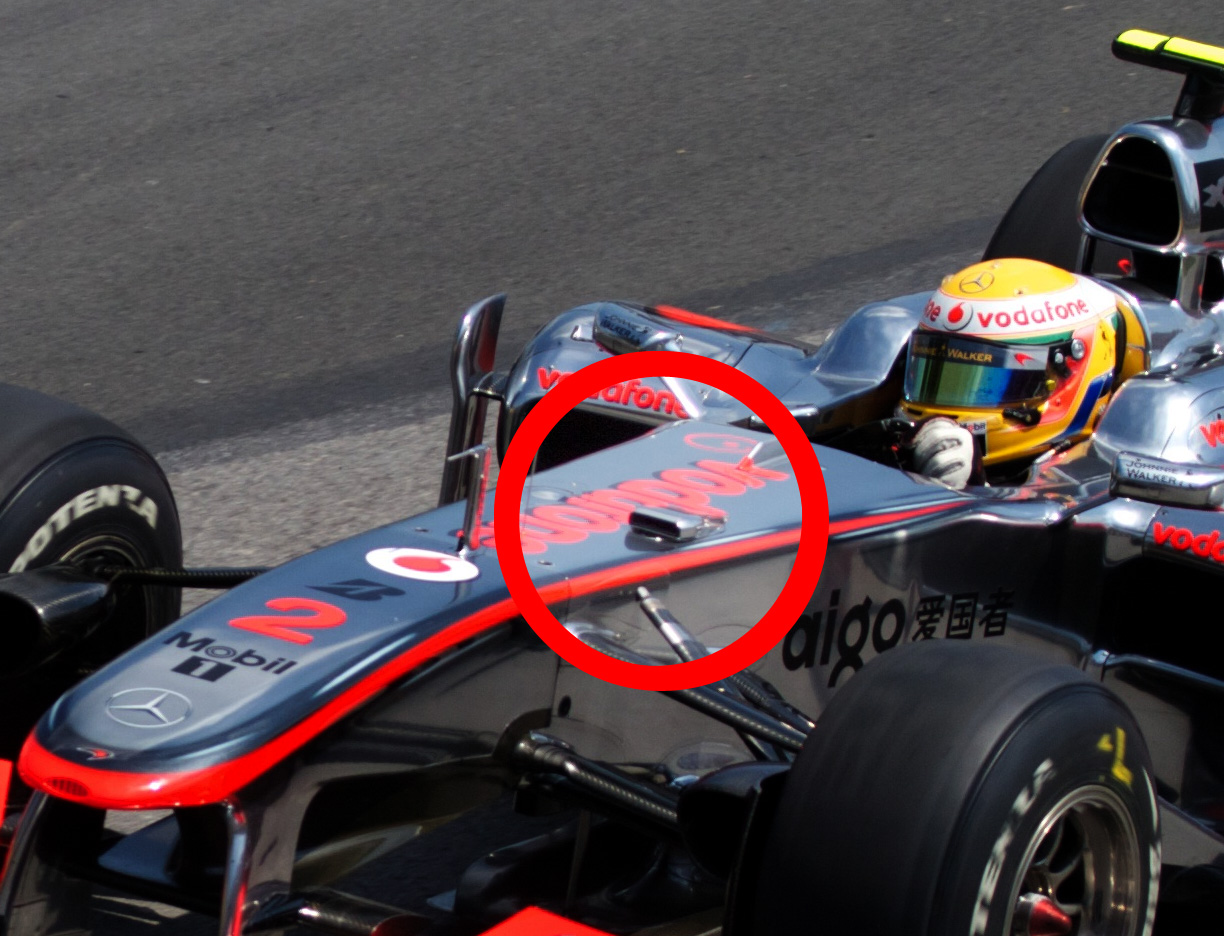
モノコック上面のダクト（赤丸）。

- ドライバーがシステムの切り替えを脚 (“f”oot) の膝で操作するため[3]。
- モノコック上の吸気口がボーダフォン (Vodafone) のスポンサーロゴの“f”の位置にあるため[4]。
- 以前にマクラーレンが名付けた「Jダンパー」の様な、特定の意味のないコードネーム。ちなみに、Fダクトのマクラーレンにおける正式名称は「RW80」である[4]。

その機能から「ストール・リアウイング（失速リアウイング）」「ブロウン・リアウイング（吹き付けリアウイング）」とも呼ばれる。

## 解説

### 空力部品の規制
レーシングカーのウイングは空気流の中で垂直下方向の力（ダウンフォース）を発生することでタイヤへの荷重を増加させ、コーナリングの限界速度を高めている。しかし、同時に進行方向と水平逆向きの抗力も発生し、加速運動への抵抗となる。ダウンフォースを増やすとコーナー区間を速く走れるが、直線区間のスピードが遅くなる。逆にダウンフォースを減らすと直線区間では速いが、ブレーキングやコーナリング中にグリップ力が足りず、タイヤがスリップしての磨耗を早める結果にもなる。
航空機の翼のようにフラップを操作できる可変式ウイングであれば、コーナー区間ではフラップを立ててダウンフォースを増やし、直線区間ではフラップを寝かして抗力を減らすよう切替えることができる。過去には油圧式可変ウイングを使用した例もあるが、現在はF1テクニカルレギュレーション第3条15項により、空力的影響をもつ部品は固定された状態で動いてはならないと決められている。このため、ウイングのセッティングはサーキットの特性（ラップタイムへの影響度）を考慮して妥協点を探ることが多い。
1990年代末から密かに流行したのが、直線走行時に風圧でフラップがたわみ、固定式ながら可変式と似た効果を得られるフレキシブル・ウイングである。2006年にはフェラーリ・248F1やBMWザウバー・F1.06のウイングが違反ではないかと物議を醸し、リアウイングのフラップに角度固定用のセパレーターを装着することが義務付けられた。2009年にはウイングの静荷重検査でトヨタTF109が予選失格になるという事例もあった。
Fダクト・システムはフレキシブル・ウイングと同じく、高速走行時の抗力抑制を狙った「擬似可変ウイング」であるが、ウイング等の空力部品を動かすことなく機能するためレギュレーションに抵触しない。作動方法にも機械的な要素がなく、ドライバーの身体の一部をスイッチ代わりにしてオン・オフを切替える。

### 構造と機能
Fダクトの主要構成部品は、エンジンカウル内部にある3系統のダクトと、中空構造のリアウィングである。
リアウィング注入用ダクト (A)
Fダクトが機能オンの状態で気流が通過する。インダクションポッド周辺のインテークから気流を取り入れ、エンジンカバーからリアウイングにかけて伸びる背びれのような整流板（「ドーサルフィン」または「シャークフィン」）の内部を経由して、リアウィング内部へ空気を注入する。リアウィングの本体（メインプレート）に接続するタイプと、フラップに接続するタイプの2種類がある。
バイパス用ダクト (B)
Fダクトが機能オフの状態で気流が通過する。ダクトAの途中から分岐し、リアウィングへ空力的に干渉しない位置（ギアボックス上部空間）に気流を放出する。
制御スイッチ用ダクト (C)
ダクトAとBの分岐点からコクピット内部へと向かい、コクピット側壁に「穴」が開口している。この穴をドライバーが身体の一部（手の甲や肘、足の膝）で塞ぐ動作を機能オン・オフの切り替えに利用する。

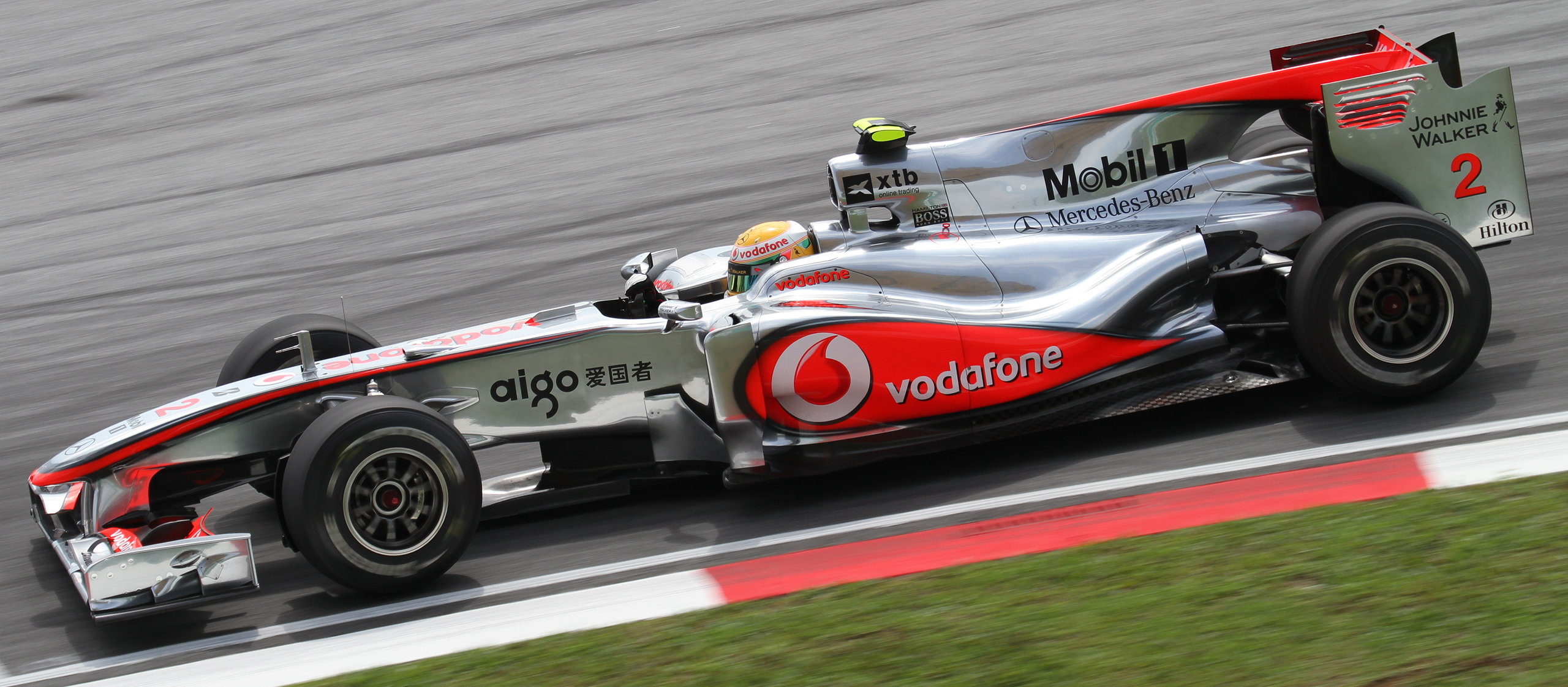
エンジンカバーのドーサルフィン内部を通して、リアウイング内に空気を注入する。

コーナリング中、ダクトCの穴が開放された状態では、気流が分岐点からダクトBに流れてFダクトは機能しない。直線走行時、ドライバーがダクトCの穴を塞ぐと内圧が変化して分岐点の弁が切り替わり、気流がダクトAからリアウィング（フラップもしくはメインプレート）内に送り込まれる。
リアウィングの背面には横方向に細いスリットが切られており、内部に充填された空気はそこからエアカーテンのように漏れ出て、ウィング背面に沿って跳ね上げらようとする気流を強制的に剥離させる。その結果、リアウイングが機能不全状態（失速）になってダウンフォースと抗力が減少し、最高速度が伸びる。剥離によって圧力抗力が発生するが、ウィング裏表面の気圧差で生じる誘導抗力が減少するメリットのほうが大きい。
構造自体は単純であるが、意図した通り機能させることは難しい。メインプレートにスリットを設けた方がより失速効果を望めるが、ウィング前縁部は気流の勢いが強いため、一度剥離させた気流が再び張り付いてしまう恐れもある（フラップの方が失速効果は低いが剥離させやすい）。反対に、機能オフにしても分岐弁の加減でスリットから空気が漏れてしまうと、コーナリング中にダウンフォースを失って危険な状態になる。
また、機能オンに保つためにはドライバーが手で穴を塞ぎ続けなければならないため、その間は片手運転状態になってしまうことへの懸念もある。直線に限らず、スパ・フランコルシャンの超高速コーナー「オー・ルージュ」でも片手運転をしていたドライバーが数名いたという。
なお、ダウンフォースを最大化するモンテカルロ市街地コースやハンガロリンク、ダウンフォースをぎりぎりまで削るモンツァ・サーキットのような極端な空力パッケージを投入するサーキットでは、Fダクトを使用しないチームが見受けられた。

## 反響と規制
この装置への対応は、前年のマルチ・ディフューザー騒動と同じ経緯をたどった。オフシーズンの合同テストでMP4-25を見たライバルチームは、レギュレーション違反ではないかと抗議し、ジャーナリストたちは「バトンゲート」や「クラッシュゲート」になぞらえて「ニー・ゲート(Knee Gate)」と呼んだ。
FIA技術委員チャーリー・ホワイティングは開幕戦バーレーンGPでMP4/25を査察し、Fダクトは合法であると判断した。他チームは遺憾の意を表しながらも模倣システムを開発し、シーズン序盤戦から中盤戦にかけて相次いで投入。レッドブル・RB6が装備した「ブロウン・ディフューザー」とともに、2010年の2大技術トレンドとなった。2010年よりシーズン前にホモロゲーションを受けたシャーシの改造は認められないため、Fダクトを前提にデザインされていないマシンに複雑なシステムを後付けする作業は容易ではない。トロ・ロッソはフリー走行でテストしたものの実戦投入ならず、新規参入3チーム（ロータス、ヴァージン、HRT）は開発自体を行わなかった。
その後、FOTA加盟チームは協議の結果、マルチディフューザーと同様に2011年からFダクトを禁止することに合意した。FIA国際モータースポーツ評議会も「マシンの空力的性格を変更する手段としてドライバーの動作を利用するマシンシステム、デバイス、あるいは手順はいかなるものも、2011年には禁止する」と発表した。そして、2011年よりFダクトの代わりに、条件付きで操作可能な可動式リアウィングフラップ（ドラッグリダクションシステム(DRS)）の使用を許可した。
しかしながら、2012年にはメルセデスがDRSと連動してフロントウィングに機能するダブルDRSを投入するなど、ストールシステムの開発は続けられている。

## 各マシンの特徴
マクラーレン・MP4-25
元祖マクラーレンは開幕戦バーレーンGPから投入。オリジナルはフラップ注入タイプだったが、第16戦日本GPからメインプレート注入タイプを投入した。第14戦イタリアGPではジェンソン・バトンがFダクト付、ルイス・ハミルトンがFダクト無しとドライバーの好みが分かれた。
ザウバー・C29
マクラーレンに続き、第2戦オーストラリアGPでテストし、第4戦中国GPから実戦使用。当初、吸気口は左サイドポンツーン上に設置されたが、第5戦スペインGPからはマクラーレンと同じコクピット前方に変更された。ドーサルフィンからの空気がフラップではなく、メインプレートに送り込まれるのが特徴である。
フェラーリ・F10
第4戦中国GPでテストし、第5戦スペインGPから実戦使用。チームでは“Management System for the Blown Rear Wing”（「吹き付けリアウイング管理システム」）と呼んでいる。ドーサルフィンの左右に吸気口があるのが特徴。コクピット後方から伸びたパイプの先の穴をドライバーが左手の甲で塞いで操作する。作動時には手離し運転になって危険ではないかと指摘されたが、フェルナンド・アロンソは問題ないとコメントした。第7戦トルコGPからマクラーレンと同じ膝で操作する方式に変更された。
メルセデス・MGP W01
第4戦中国GPで、リアウイングメインプレート前縁の2か所のスリットから気流を取り込み、角度固定用のセパレーターを通過してフラップ内に送り込む受動型のシステムを投入。第7戦トルコGPから左右両側のフロントサスペンションアーム付根に吸気口を設置し、ドライバーが操作する方式に改良。ドーサルフィンを持たないため、リアウイングの垂直翼端板内部を通じて空気を送っているとみられる。
フォース・インディア VJM03
第7戦トルコGPから投入。チームでは「スイッチャブル・リアウイング (SRW) 」と呼んでいる。BMWザウバーと同じく、ドーサルフィンがメインプレートに接続している。ヴィタントニオ・リウッツィは手首で操作するシステムとコメントしている。また、自分はチームメイトのエイドリアン・スーティルよりもFダクト効果が得られないと漏らしている。
レッドブル・RB6
第7戦トルコGPでテストし、第9戦ヨーロッパGPより実戦投入。ドーサルフィン内の通風経路が2つあり、上はフラップに接続し、下はメインプレート裏側の穴から空気を排出している。
ウィリアムズ・FW32
第4戦中国GPでテストし、第9戦ヨーロッパGPより投入。
ルノー・R30
第13戦ベルギーGPより投入。レッドブルと同様に上下2つの通風経路があるが、上はメインプレートに接続している。チーム代表のエリック・ブーリエはロバート・クビサのベルギーGPにおける決勝3位について「今日のパフォーマンス向上の半分以上はFダクトによるものだと確信している」とコメントした。